# 东中部德语
东中部德语（德語：Ostmitteldeutsch），指在中部德语中，位于东部的非法兰克语语言。东中部德语属于高地德语。作为一个高度发达的德语变体，如今的标准德语就是由高地德语（尤其是约翰·克里斯托夫·戈茨切德所倡导的上萨克森德语）和东法兰克尼亚语的相互妥协而发展而来的。东中部德语主要使用于中德国和勃兰登堡，并且曾使用于西里西亞及波希米亚。